# Złocień

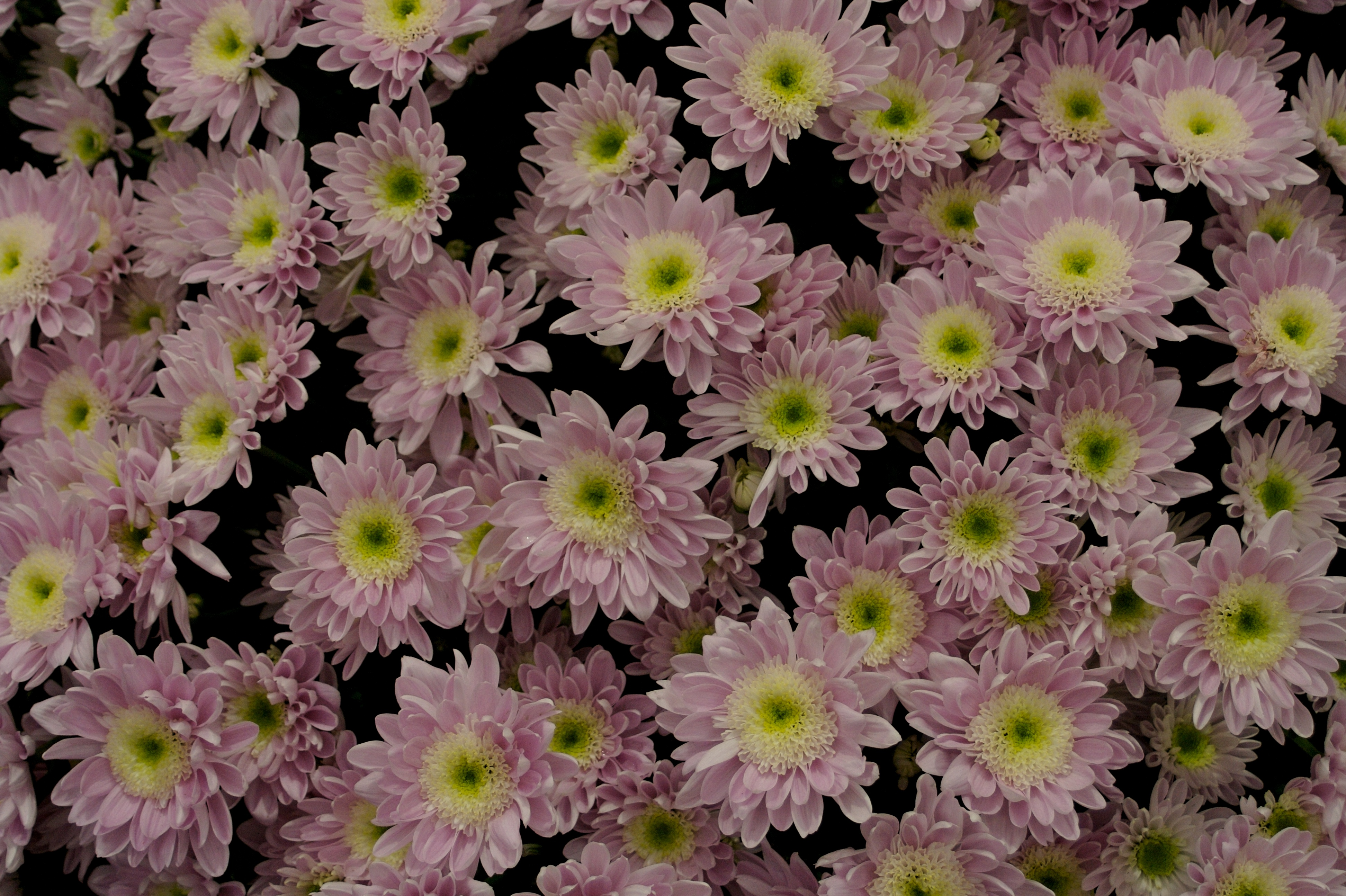
'Mona Lisa Pink'

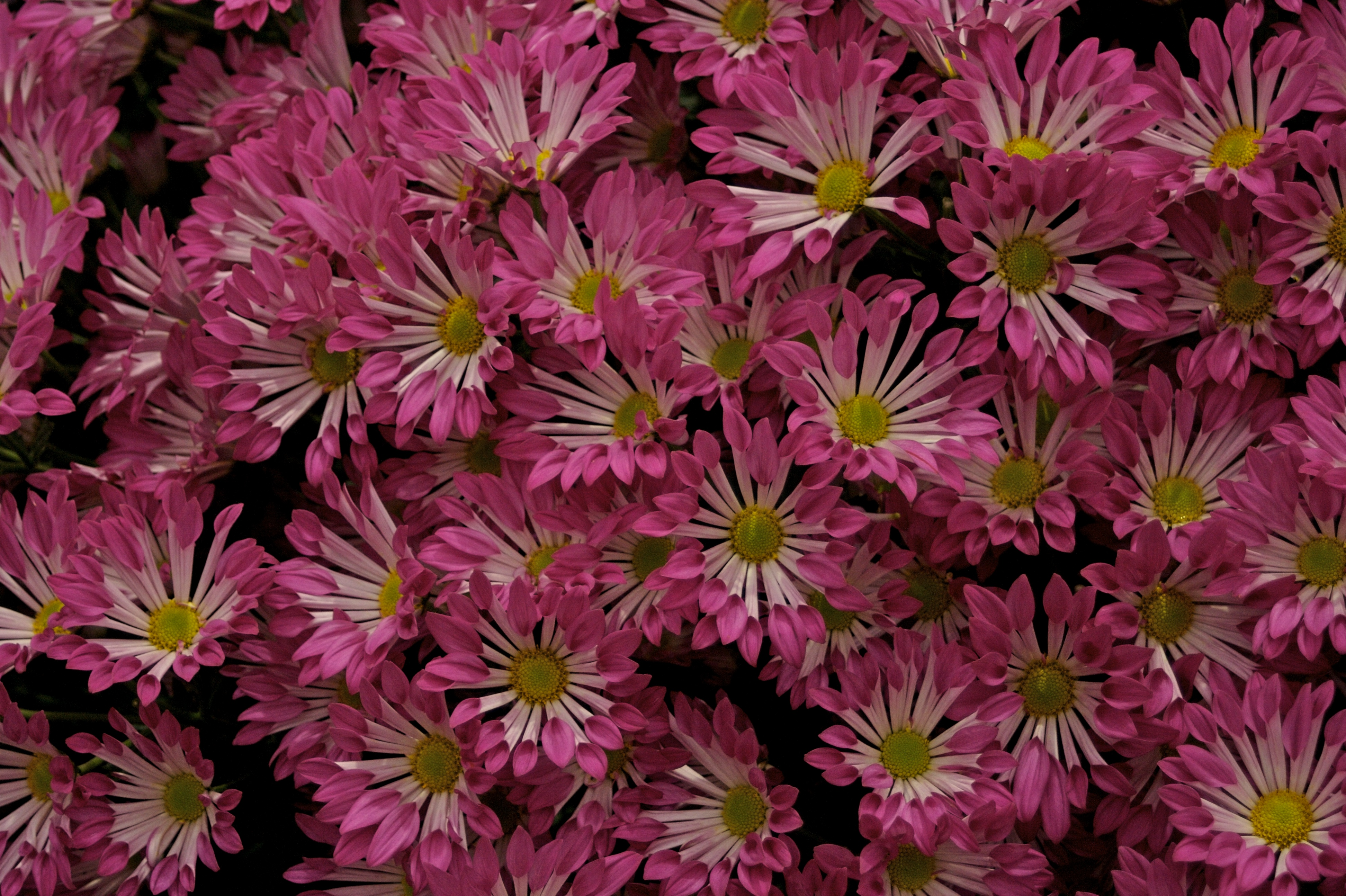
'Dance'

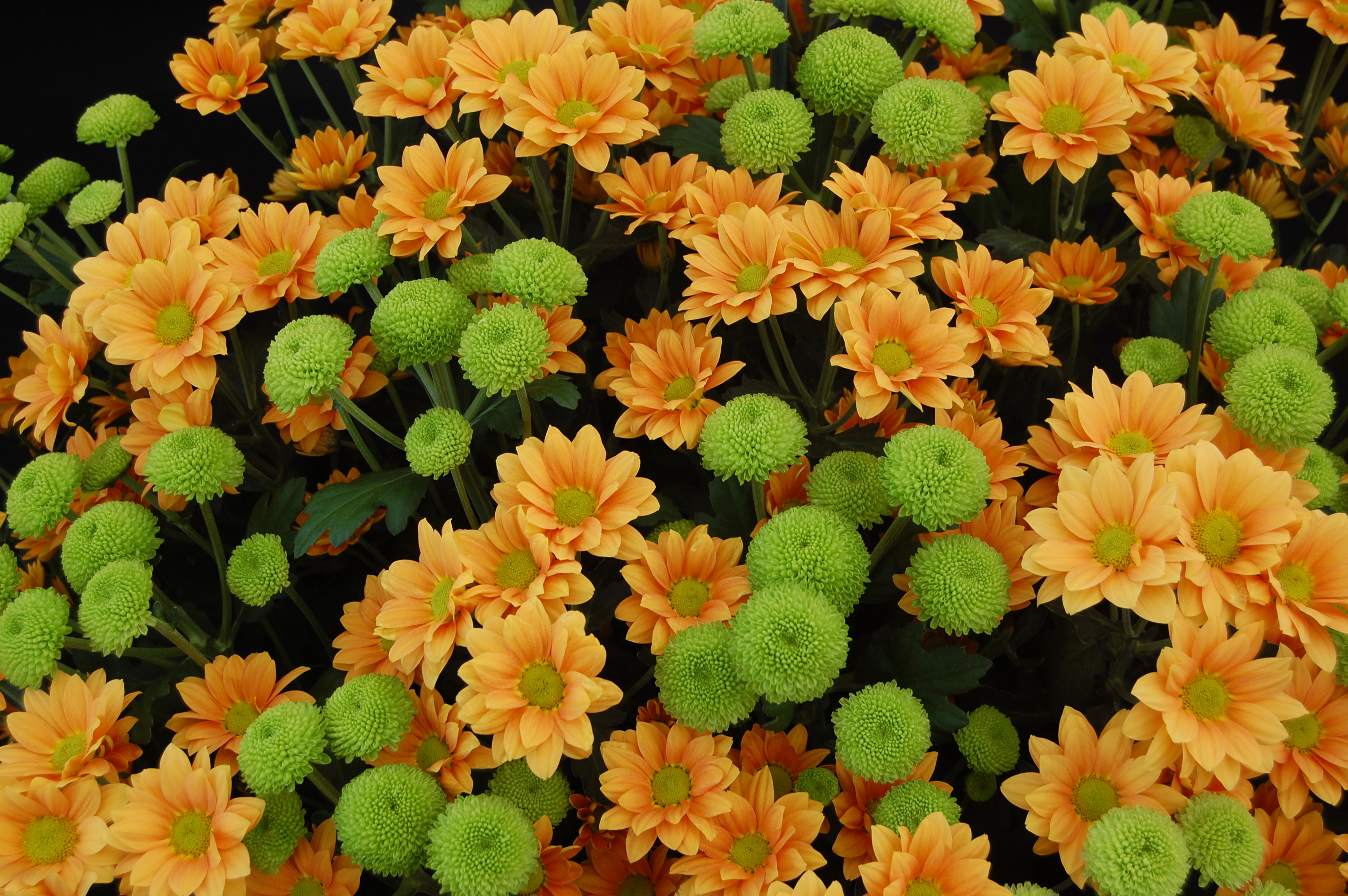
'Enbee Wedding Golden' & 'Feeling Green'

Złocień, chryzantema (Chrysanthemum) – rodzaj roślin należący do rodziny astrowatych. Należy do niego 37–39 gatunków. Występują one głównie w Azji wschodniej i środkowej, dwa gatunki sięgają Europy, w tym w Polsce rośnie jeden – chryzantema (złocień) Zawadzkiego. Do XX wieku rodzaj ujmowany był szeroko, stąd szereg gatunków zwanych jest nadal często złocieniami lub chryzantemami, mimo że w systematyce przeklasyfikowane zostały do odlegle klasyfikowanych rodzajów, należących do innych plemion astrowatych (np. złocień polny, złocień wieńcowy, chryzantema krzewiasta). W 1999 włączono tu z kolei ponownie gatunki wyodrębniane przez jakiś czas do rodzaju chryzantema (dendrantema) Dendranthema.
Większość gatunków ma bardzo niewielkie zasięgi i przywiązanych jest mocno do określonych siedlisk. Ch. yoshinaganthum jest reofitem.
Mające pochodzenie mieszańcowe odmiany ozdobne z tego rodzaju, uprawiane w Azji wschodniej od co najmniej I tysiąclecia n.e. (półpełną odmianę o białych kwiatostanach opisywał poeta Tao Yuanming żyjący na przełomie IV i V wieku), należą do najbardziej popularnych roślin uprawianych na kwiaty cięte i w doniczkach. Na rynku kwiatowym rośliny z tego rodzaju są drugie co do wartości obrotów po różach. Rośliny uprawiane klasyfikowane zbiorowo do gatunku mieszańcowego zwanego złocieniem chińskim lub ogrodowym Ch. × morifolium tworzą grupy odmian o zróżnicowanych pierwotnych taksonach rodzicielskich.
W Azji złocienie wykorzystywane są poza tym jako repelenty, lecznicze, jadalne i do wyrobu napojów. Kwiatostany zawierają laktony seskwiterpenowe (arteglazynę-A i in.), które u osób nadwrażliwych mogą powodować reakcje alergiczne (problem ten występuje nierzadko np. wśród osób handlujących tymi roślinami).

## Morfologia
PokrójPółkrzewy i byliny nagie lub owłosione (zwykle miękko), z włoskami pojedynczymi lub rozwidlonymi od nasady. Pędy rozgałęziają się krzaczasto.
LiścieSkrętoległe, pierzasto lub dłoniasto złożone lub klapowane, piłkowane, rzadziej całobrzegie, blaszki w ogólnym zarysie jajowate.
KwiatyZebrane w koszyczki wyrastające pojedynczo lub w złożonych kwiatostanach (baldachogronach). Okrywa koszyczków miseczkowata lub rzadziej dzwonkowata, z listkami ułożonymi w 4–5 szeregach, o brzegach biało do brązowo błoniastych. Najbardziej zewnętrzne, czasem też środkowe całe zielone, bywają też pierzasto klapowane lub podzielone. Osadnik, czyli dno kwiatostanowe, jest wypukłe do stożkowatego, pozbawione plewinek. Brzeżne kwiaty języczkowe, żeńskie, występują w jednym szeregu lub w liczniejszych szeregach u odmian ozdobnych. Ich 5 płatków korony zrośnięty jest w jeden, okazały języczek, u odmian często skręcający się, zgięty, łyżeczkowy lub igiełkowaty, u gatunków dzikich barwy białej, żółtej do czerwonej, u odmian o bardzo różnorodnej kolorystyce. Kwiaty rurkowate w środkowej części obupłciowe, o koronie rurkowatej barwy żółtej. Kwiaty te są promieniste, z koroną 5-ząbkową. Główki 5 pręcików są z sobą połączone w rurkę otaczającą szyjkę słupka. Kwiaty są przedprątne – najpierw dojrzewają pręciki wysypując pyłek, który wynoszony jest ponad rurkę z główek pręcików i ponad rurkę korony przez rosnącą między nimi szyjkę słupka (od zewnątrz owłosioną, dzięki czemu wymiata ona niejako pyłek). Dojrzewając, słupek rozchyla na szczycie ramiona znamienia gotów na przyjęcie pyłku z innych kwiatów. Zalążnia w kwiatach jest dolna, z jedną komorą i z pojedynczym, anatropowym zarodkiem.
OwoceNiełupki bez puchu kielichowego, jajowate, z niewyraźnymi 5–8 żebrami.

## Systematyka
Synonimy
Arctanthemum (Tzvelev) Tzvelev; Dendranthema (Candolle) Des Moulins; Dendranthema sect. Arctanthemum Tzvelev; Pyrethrum sect. Dendranthema Candolle.
Pozycja systematyczna
Rodzaj z podplemienia Artemisiinae z plemienia Anthemideae w podrodzinie Asteroideae z rodziny astrowatych. W obrębie podplemienia wchodzi w skład tzw. grupy Chrysanthemum (druga, siostrzana grupa spokrewniona i nazwana jest od rodzaju Artemisia). W obrębie grupy złocienie są najbliżej spokrewnione z rodzajem ajania Ajania, czasem włączanym do Chrysanthemum jako sekcja. Bliskie pokrewieństwo wiąże ten rodzaj także z rodzajem Arctanthemum. Z rodzajów tych wyodrębniono rodzaj Phaeostigma skupiający gatunki wyraźnie niezagnieżdżone w szeroko ujmowanym rodzaju Chrysanthemum (w przypadku włączenia do niego rodzaju Ajania to właśnie Phaeostigma staje się rodzajem siostrzanym złocieni).
W obrębie rodzaju wyróżniane są dwie grupy gatunków spokrewnionych – jedna skupiona wokół Ch. indicum i obejmująca gatunki z południowych Chin i południowej części zasięgu rodzaju, druga spokrewniona jest bliżej z Ch. zawadzkii i skupia gatunki z północnej części zasięgu rodzaju.
Do XX wieku rodzaj ujmowany był szeroko stąd szereg gatunków zwanych jest nadal często złocieniami lub chryzantemami, mimo że w systematyce przeklasyfikowane zostały do dość odlegle spokrewnionych rodzajów, należących do innych podplemion astrowatych (np. złocień polny, złocień wieńcowy – rodzaj Glebionis i chryzantema krzewiasta – rodzaj Argyrantemum; oba rodzaje zaliczane są do podplemienia Glebionidinae).
Wykaz gatunków
- Chrysanthemum aphrodite Kitam.
- Chrysanthemum arcticum L. – chryzantema arktyczna, złocień arktyczny[16]
- Chrysanthemum argyrophyllum Ling
- Chrysanthemum arisanense Hayata
- Chrysanthemum chalchingolicum Grubov
- Chrysanthemum chanetii H.Lév. – chryzantema czerwonawa[11]
- Chrysanthemum crassum (Kitam.) Kitam.
- Chrysanthemum cuneifolium Kitam.
- Chrysanthemum dichrum (C.Shih) H.Ohashi & Yonek.
- Chrysanthemum foliaceum (G.F.Peng, C.Shih & S.Q.Zhang) J.M.Wang & Y.T.Hou
- Chrysanthemum glabriusculum (W.W.Sm.) Hand.-Mazz.
- Chrysanthemum horaimontanum Masam.
- Chrysanthemum hypargyreum Diels
- Chrysanthemum indicum L. – złocień japoński[12][11]
- Chrysanthemum integrifolium Richardson
- Chrysanthemum japonense (Makino) Nakai
- Chrysanthemum × konoanum Makino
- Chrysanthemum lavandulifolium (Fisch. ex Trautv.) Makino
- Chrysanthemum leucanthum (Makino) Makino
- Chrysanthemum longibracteatum (C.Shih, G.F.Peng & S.Y.Jin) J.M.Wang & Y.T.Hou
- Chrysanthemum makinoi Matsum. & Nakai
- Chrysanthemum maximoviczii Kom.
- Chrysanthemum miyatojimense Kitam.
- Chrysanthemum × morifolium (Ramat.) Hemsl. – złocień chiński[11], złocień ogrodowy[12]
- Chrysanthemum morii Hayata
- Chrysanthemum naktongense Nakai
- Chrysanthemum ogawae Kitam.
- Chrysanthemum okiense Kitam.
- Chrysanthemum oreastrum Hance – chryzantema koreańska, złocień koreański[16]
- Chrysanthemum ornatum Hemsl.
- Chrysanthemum parvifolium C.C.Chang
- Chrysanthemum potentilloides Hand.-Mazz.
- Chrysanthemum rhombifolium  (Y.Ling & C.Shih) H.Ohashi & Yonek.
- Chrysanthemum × shimotomaii Makino
- Chrysanthemum sinuatum Ledeb.
- Chrysanthemum vestitum (Hemsl.) Kitam.
- Chrysanthemum yantaiense M.Sun & J.T.Chen
- Chrysanthemum yoshinaganthum Makino
- Chrysanthemum zawadzkii Herbich – chryzantema Zawadzkiego, złocień Zawadzkiego[16]
- Chrysanthemum zhuozishanense L.Q.Zhao & Jie Yang

## Zastosowanie

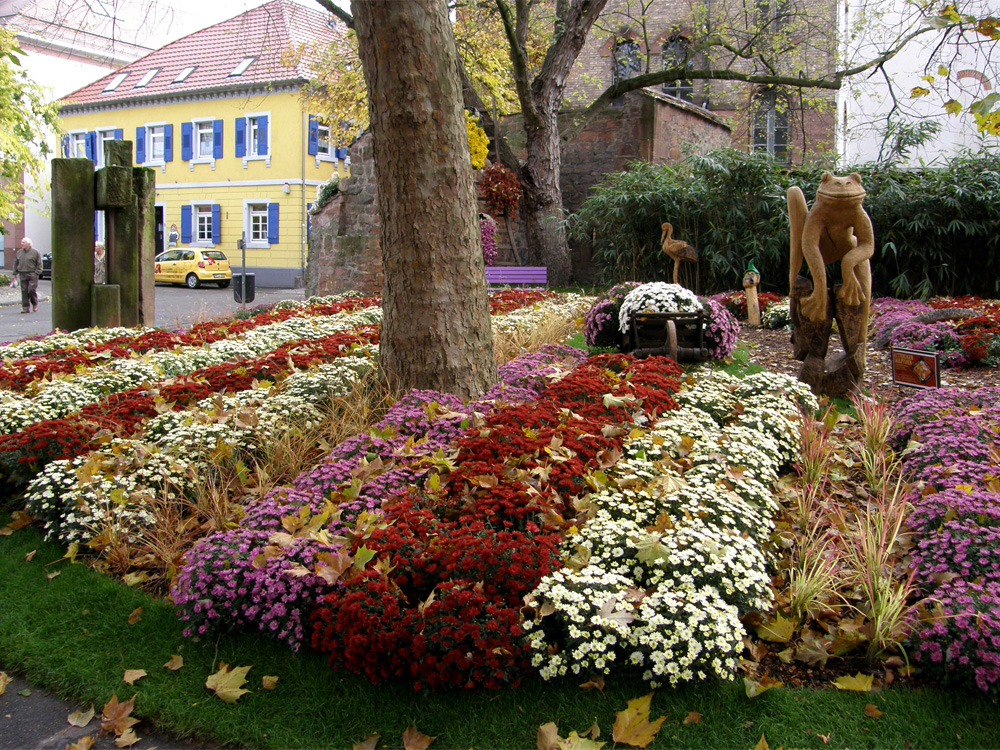
Chryzantemy zdobią miejski skwer w niemieckim Lahr.

### Rośliny ozdobne
Rośliny uprawiane z tego rodzaju klasyfikowane są zbiorowo do gatunku mieszańcowego zwanego złocieniem chińskim lub ogrodowym Ch. × morifolium (syn. Ch. × hortorum), czasem też chryzantemą wielkokwiatową Dendranthema × grandiflorum, tworzą grupy odmian o zróżnicowanych pierwotnych taksonach rodzicielskich. Rośliny te uprawiane są jako rabatowe, doniczkowe oraz na kwiat cięty.
Wielość odmian (współcześnie ok. 2,3 tysiąca, w 1630 znanych było ponad pół tysiąca) powoduje, że grupowane są one w zależności od budowy koszyczków kwiatowych:
- o różnych kształtach: pojedyncze, kuliste, półkuliste, parasolkowate, anemonowe, pomponowe, łyżeczkowe, igiełkowe, pajęczaste, półpełne, płaskie, kędzierzawe i fantazyjne[17][18];

- kolorach: jednobarwne (m.in. biały, żółty, kremowy, łososiowy, różowy, czerwony, pomarańczowy, brązowy, purpurowy, zielony), dwubarwne; oraz

- różnej wielkości: od dużych, pojedynczych kwiatów o średnicy sięgającej 25 cm po liczne, drobne kwiatki[19].

Chryzantemy należą do najtrwalszych kwiatów ciętych, mogą stać w wazonie nawet 4 tygodnie. Za sprawą odpowiednich zabiegów pielęgnacyjnych (sterowanie oświetleniem), niektóre odmiany ciętych chryzantem dostępne są przez cały rok. Ze względu na swoje właściwości i różnorodność, cięta chryzantema znalazła zastosowanie w bukieciarstwie. Floryści dodają ją do bukietów oraz różnych kompozycji kwiatowych na bazie gąbki florystycznej (popularne są np. kule zdobione santini).

### Rośliny lecznicze
W starożytnych Chinach chryzantema używana była do celów leczniczych. Wykorzystywane były w tym celu zwłaszcza Ch. indicum, Ch. lavandulifolium, w mniejszym stopniu mieszańce Ch. × morifolium. Rośliny te stosowano w przypadku przeziębienia, bólów i zawrotów głowy, nadciśnienia. Do substancji czynnych zawartych w złocieniach należą monoterpeny i seskwiterpeny.

## Znaczenie w kulturze i symbolice

### Chiny
- Najstarsze wzmianki o uprawie chryzantemy pochodzą ze starożytnych Chin[21].
- W “Księdze rytuałów” (Liji) z ok. 475 – 221 roku p.n.e., zaliczanej do Pięcioksięgu konfucjańskiego (wbrew nazwie nie napisał jej Konfucjusz), znajduje się informacja: „W ostatnim miesiącu jesieni (…) Chryzantemy pokazały swoje żółte kwiaty.”[22][23].

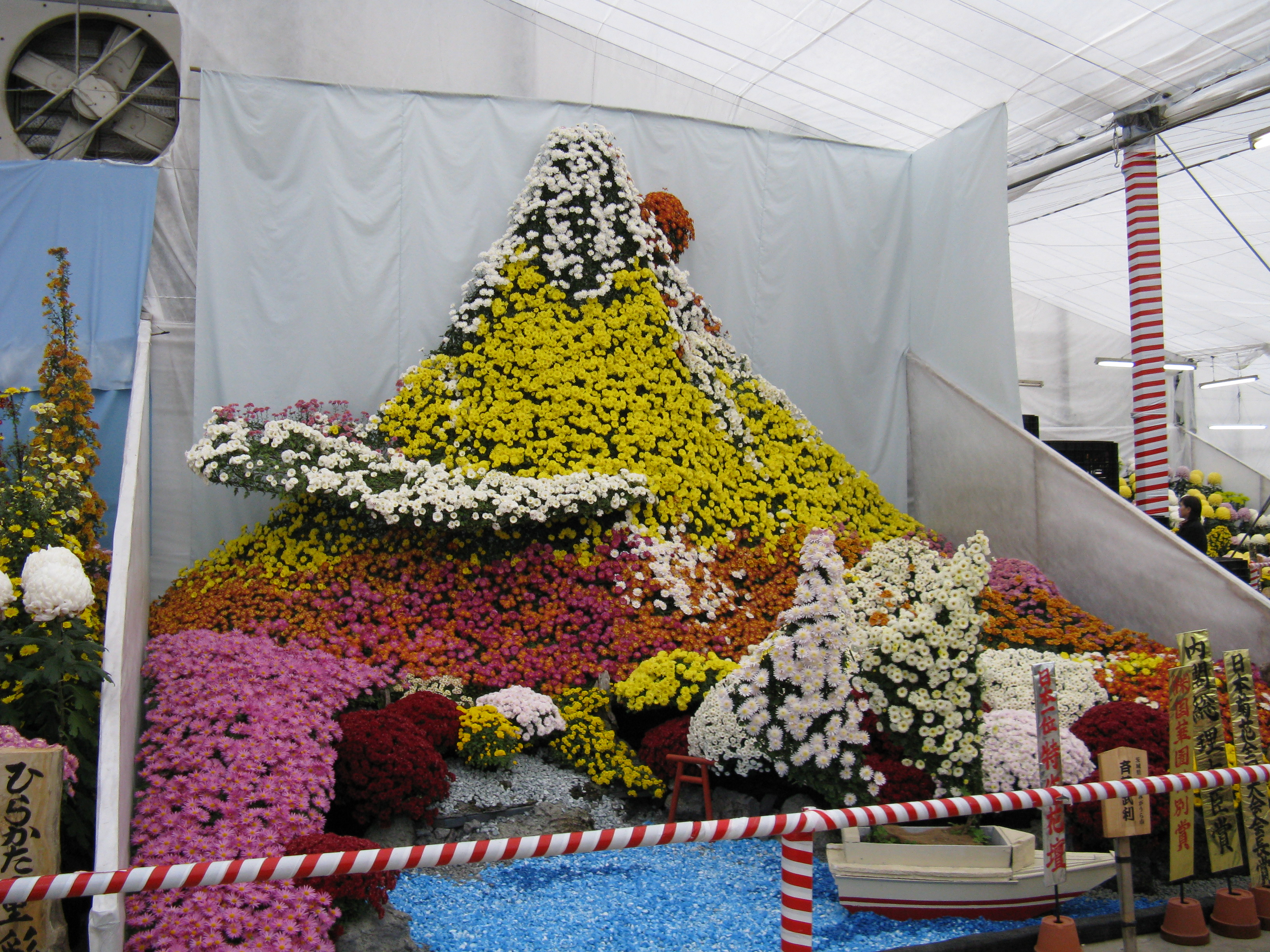
Wystawa chryzantem.

### Japonia

Flaga cesarza Japonii ze złotą chryzantemą

- Złocista chryzantema o szesnastu płatkach, symbolizująca słońce, długowieczność i szczęście, jest herbem cesarzy Japonii i funkcjonuje jako godło Japonii[4]. Cesarz zasiada na Chryzantemowym Tronie, a najważniejszym odznaczeniem w tym kraju jest Najwyższy Order Chryzantemy wręczany osobiście przez władcę.
- Chryzantema jest częstym motywem w sztuce japońskiej. Umieszczana jest na obrazach, kimonach i ceramice[24].
- Święto Chryzantem (Kiku no sekku – jap. 菊の節句) przypada w Japonii na 9 września. Wrzesień określa się również jako „miesiąc chryzantem” (Kikuzuki – jap.  菊月), ponieważ właśnie wówczas kwitną te rośliny, symbolizując nadejście jesieni[25].
- W Japonii obmywano się w rosie zebranej z kwiatów chryzantemy, wierząc, że zapewni to zdrowie i długowieczność.
- W Kobe w ogrodzie Sorakuen (Sōraku-en) Garden co roku, w dniach od 20 października do 23 listopada, odbywa się Wystawa Chryzantem (菊花展), podczas której można obejrzeć zarówno doniczkowe okazy, jak i kompozycje z kwiatów ciętych[26][27]. Podobne wystawy organizowane są też w innych azjatyckich miastach, np. w Tajpej[28].

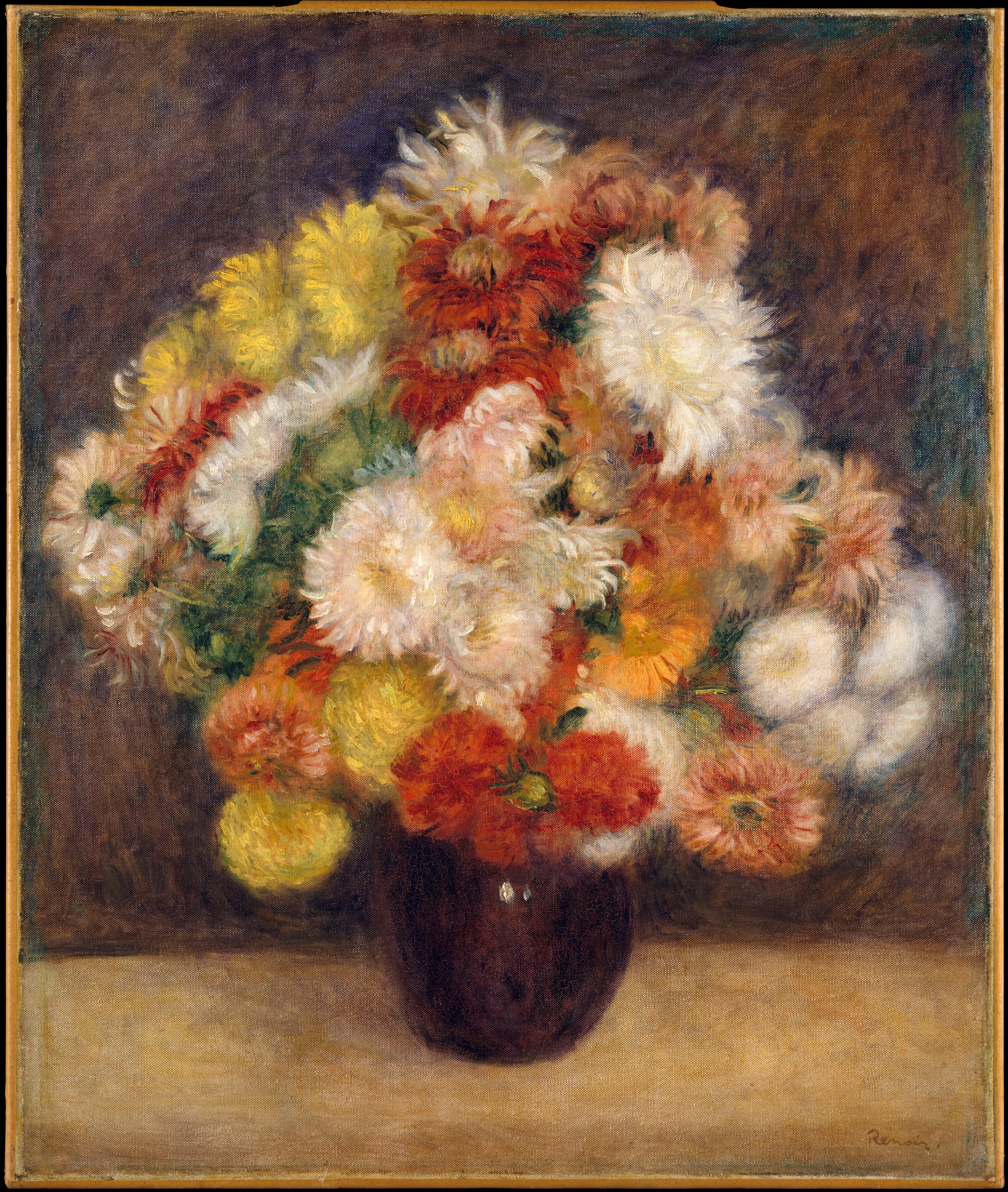
Pierre-Auguste Renoir „Bukiet Chryzantem”.

### Francja
Chryzantemy można znaleźć na obrazach znanych malarzy, m.in. francuskich impresjonistów Pierre-Augusta Renoira („Bukiet chryzantem” z 1881 roku oraz z ok. 1884 roku), Claude’a Monet („Chryzantemy” z 1882 oraz 1897 roku), Camille’a Pissarro („Chryzantemy w chińskim wazonie” z 1983 roku), Edgara Degas („Kobieta siedząca obok wazonu chryzantem” z 1865 roku).

### Wielka Brytania
Chryzantema dotarła do Wielkiej Brytanii pod koniec XVIII wieku. Dzięki rozmaitym kształtom i kolorom, w którym występowała, w połowie XIX wieku stała się ulubionym kwiatem epoki wiktoriańskiej. Kolorowymi chryzantemami doniczkowymi zdobiono werandy podczas zimowych przyjęć, bardziej stonowane kwiaty wkładano do butonierek, a biała chryzantema w bukiecie ślubnym oznaczała uczciwość panny młodej. Chryzantemami zdobiono też parki i miejsca publiczne.
W XIX wieku w Wielkiej Brytanii i Francji popularne stało się przypisywanie kwiatom określonego znaczenia (tzw. „mowa kwiatów”). Biała chryzantema oznaczała „prawdę”, „szczerość”, a czerwona – „kocham”.

### Polska
- Chryzantemy są ulubionymi kwiatami Maryni Pławickiej, bohaterki powieści „Rodzina Połanieckich” Henryka Sienkiewicza. Tuż przed oświadczynami, Stanisław Połaniecki przysłał chryzantemy do jej domu wraz z zapowiedzią złożenia wizyty. Obdarowywał ją nimi także po ślubie, aby Marynię rozweselić.
- W słynnym polskim tangu okresu międzywojennego pt. "Złociste chryzantemy", autorstwa Zbigniewa Maciejowskiego, chryzantemy koiły „smutek i żal” po rozstaniu[39].
- Dekoruje się nimi groby bliskich z okazji dnia Wszystkich Świętych (1 listopada) i w Dzień Zaduszny (2 listopada).

## Uprawa
Większość gatunków i odmian jest mrozoodporna. Można je uprawiać zarówno w gruncie jak i pod osłonami. Np. odmiany z grupy złocienia wielkokwiatowego można uprawiać w strefach klimatycznych 4–10, a więc w Polsce są w pełni mrozoodporne. Jednak niektóre gatunki, np. złocień trójbarwny nie przetrzymują zimy. Przy uprawie gruntowej należy wybrać słoneczne stanowisko. Gleba powinna być lekko kwaśna, żyzna i przepuszczalna, najlepiej zmieszana z obornikiem. Wczesnym latem rośliny nawozi się nawozami o niskiej zawartości azotu, a dużej potasu. Niektóre tylko odmiany rozmnaża się przez wysiew nasion, większość ozdobnych odmian nie odtwarza z nasion cech rodzicielskich i mogą być rozmnażane tylko przez podział kęp wczesną wiosną lub sadzonki pobierane wczesnym latem. Jeśli chcemy uzyskać duże kwiaty uszczykuje się boczne pędy, pozostawiając tylko jeden główny pęd. Należy unikać nadmiernego podlewania. Łatwiejsze do uprawy są gatunki jednoroczne, które rozmnaża się z nasion wysiewanych wiosną.